# (19769) Dolyniuk
(19769) Dolyniuk (2000 OP18) – planetoida z grupy pasa głównego asteroid okrążająca Słońce w ciągu 3,81 lat w średniej odległości 2,44 j.a. Odkryta 23 lipca 2000 roku.